# Лланеллі
Ллане́ллі (англ. Llanelli) — місто на південному заході Уельсу, в області Кармартеншир.
Населення міста становить 46 357 осіб (2001).

## Українці в Лланеллі
- Степан Хріновський — мер міста, уродженець Коломийщини.[1]

## Відомі люди
- Ейріан Вільямс — професійний рефері зі снукеру.